# Steam Deck
Steam Deck é um computador portátil para jogos desenvolvido pela Valve Corporation lançado em 25 de fevereiro de 2022.

## História
Rumores de que a Valve estava trabalhando em uma unidade portátil de jogos surgiram em maio de 2021, com base em atualizações feitas no código da Steam apontando para um novo dispositivo "SteamPal", e comentários feitos pelo CEO da Valve, Gabe Newell, relacionados ao desenvolvimento de jogos da Valve para consoles. A Ars Technica foi capaz de confirmar que um novo hardware estava em desenvolvimento na Valve.
A Valve revelou o Steam Deck em 15 de julho de 2021, com pré-vendas começando naquela semana. O Deck deverá ser enviado em dezembro de 2021 para os Estados Unidos, Canadá, União Europeia e Reino Unido, com outras regiões a seguir em 2022. As pré-vendas foram limitadas àquelas pessoas com contas Steam abertas antes de junho de 2021 para evitar que os revendedores controlassem o acesso ao dispositivo.
De acordo com Newell, eles queriam ser "muito agressivos" no lançamento e na estratégia de preços, pois consideravam o mercado móvel como seu principal concorrente para o Deck. No entanto, seu foco estava no desempenho da unidade; Newell afirmou: "Mas a primeira coisa foi o desempenho e a experiência, [essa] foi a maior e mais fundamental restrição que estava impulsionando isso." Newell reconheceu que o preço base era um pouco mais alto do que o esperado e "doloroso", mas necessário para atender às expectativas dos jogadores que iriam querer o Deck. Newell continuou que acreditava que esta era uma nova categoria de produto de hardware de computador pessoal da qual a Valve e outros fabricantes de computador continuariam a participar se o Steam Deck fosse bem-sucedido e, portanto, era necessário manter o preço da unidade razoável para demonstrar a viabilidade.

## Hardware

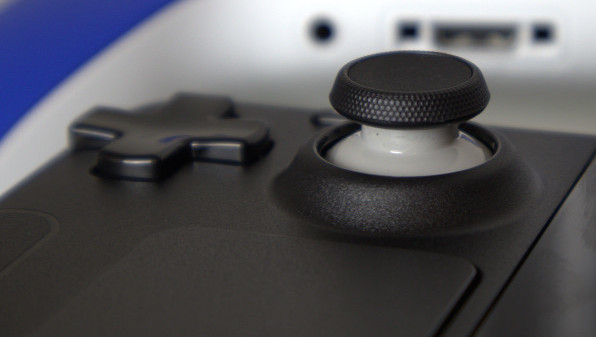
Visão de perto do direcional do Steam Deck, do analógico e de parte do trackpad

O Steam Deck inclui uma unidade de processamento acelerado (APU) personalizada construída pela AMD com base em suas arquiteturas Zen 2 e RDNA 2, com a CPU rodando uma unidade de quatro núcleos / oito threads e a GPU rodando em oito unidades de computação com um total estimado desempenho de 1,6 TFLOPS. Tanto a CPU quanto a GPU usam frequências de tempo variáveis, com a CPU rodando entre 2,4-3,5 GHz e a GPU entre 1,0-1,6 GHz com base nas necessidades atuais do processador. O Deck inclui 16 GB de RAM LPDDR5. A unidade será enviada em três modelos com base nas opções de armazenamento interno. O modelo básico incluirá unidade de armazenamento interno eMMC de 64 GB. Um modelo de nível intermediário incluirá 256 GB de armazenamento por meio de um dispositivo SSD NVMe, enquanto a unidade de ponta incluirá uma unidade de armazenamento SSD NVMe de 512 GB. Espaço de armazenamento adicional está disponível por meio de um slot para cartão microSD, que também oferece suporte aos formatos microSDHC e microSDXC.
A unidade principal do Deck é projetada para uso portátil. Inclui um display LCD touchscreen de 7 in (180 mm) com resolução de 1280x800 pixels que roda em 720p nativo, e possui dois thumbsticks, um direcional, botões ABXY, dois botões de ombro em cada lado da unidade, quatro botões adicionais na parte traseira da unidade, bem como dois trackpads em cada thumbstick. Os thumbsticks e trackpads usam detecção capacitiva, e a unidade inclui ainda um giroscópio para permitir controles mais especializados no modo portátil. A unidade também inclui feedback tátil.
O Deck oferece suporte à conectividade Bluetooth para dispositivos de entrada e inclui suporte de rede Wi-Fi integrado para atender aos padrões IEEE 802.11a/b/g/n/ac. O Deck suporta saída de som estéreo por meio de um processador de sinal digital e inclui um microfone integrado e um conector de fone de ouvido.
O Deck inclui uma bateria de 40 watts-hora, que a Valve estima que para "casos de uso mais leves como streaming de jogos, jogos 2D menores ou navegação na web", pode durar entre sete e oito horas de jogo. Com jogos mais intensos como jogos de tiro em primeira pessoa, estimou a Valve, mantendo as taxas de quadros em cerca de 30 quadros por segundo, a bateria pode durar de seis a sete horas.
A Valve oferece uma docking station vendida separadamente. A unidade dock pode ser conectada a uma fonte de alimentação externa para alimentar o deck e um monitor externo por meio dos protocolos HDMI ou DisplayPort para rotear a saída do Deck para aquele monitor. Embora limitada pela velocidade do processador, a saída da tela do deck através do dock pode chegar a uma resolução 8k a 60 Hz ou uma resolução 4K a 120 Hz. O dock também suporta conectividade de rede e suporte para conexões USB para controladores ou outros dispositivos de entrada. O Deck também pode funcionar com qualquer docking station de terceiros que ofereça suporte a um tipo semelhante de interface para dispositivos portáteis.

## Software

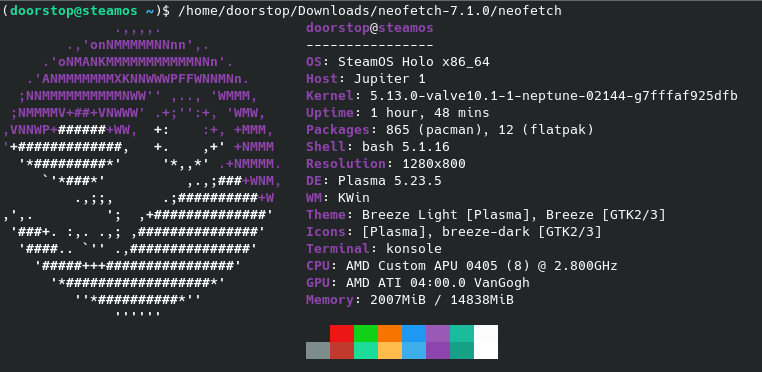
Captura de tela de Neofetch, mostrando a especificação do Steam Deck

O Deck usa uma versão customizada de SteamOS baseada em Arch Linux que inclui suporte para Proton, uma camada de compatibilidade que permite que a maioria dos jogos do Microsoft Windows sejam jogados no sistema operacional baseado em Linux. Embora o Deck seja projetado para jogos baseados na Steam, ele pode ser carregado com software de terceiros, como lojas alternativas como Epic Games Store ou EA Play. O usuário pode até escolher substituir o SteamOS por um sistema operacional diferente.
O software do Deck oferece suporte aos recursos de jogo remoto da Steam, permitindo ao usuário vincular seu Deck a um computador local executando Steam e transmitir o jogo em execução naquele computador para o Deck.

## Recepção
A reação inicial ao anúncio do Steam Deck foi positiva. Tim Sweeney da Epic Games e Phil Spencer da Xbox Game Studios elogiaram a Valve sobre o Steam Deck, com Sweeney chamando-o de "Movimento incrível da Valve!", e Spencer parabenizando a Valve "por deixar tantos de nós animados em poder levar nossos jogos conosco para onde quer que a gente decida jogar".
Muitos estabelecimentos compararam o aparelho com o Nintendo Switch, geralmente reconhecido como o primeiro videogame verdadeiramente híbrido. The Verge afirmou que, geralmente, o Steam Deck era uma máquina mais poderosa em comparação com o Switch, mas essa energia vinha com uma compensação na vida da bateria, que era maior no Switch. Além disso, The Verge reconheceu que as especificações do Deck eram mais comparáveis ao poder dos consoles da oitava geração, como o Xbox One e o PlayStation 4, embora usasse versões atualizadas dos chipsets que alimentavam esses sistemas. Kotaku afirmou que, embora o Deck e o Switch possam ter conceitos semelhantes, os dois não eram dispositivos concorrentes devido aos dados demográficos-alvo, com o Switch voltado mais para uma máquina de público amplo, enquanto o Deck era voltado para jogadores mais "hardcore".